# جاي د. جونز
جاي د. جونز (بالإنجليزية: J. D. Jones)‏ هو مصمم أمريكي، ولد في 4 أغسطس 1932 في وينترسفيل في الولايات المتحدة.